# Святе озеро (Верхньодвінський район)
Святе́ — невелике озеро в Верхньодвінському районі Вітебської області Білорусі.
Озеро розташоване за 27 км на північний схід від міста Верхньодвінськ, посеред хвойного лісу. Знаходиться на певному підвищені. На північно-східному схилі улоговини — пагорб висотою 154 м над рівнем моря. З північно-західного боку розташований давній цвинтар, де поховані служителі церкви (звідси й назва озера).